# Димитриадска и Алмироска епархия
 Тази статия е за историческата и православната епархия.  За историческата и титулярната римокатолическа вижте Димитриадска епархия (Римокатолическа църква).  
Димитриадска и Алмироска епархия (на гръцки: Ιερά Μητρόπολη Δημητριάδος και Αλμυρού, катаревуса Ιερά Μητρόπολις Δημητριάδος και Αλμυρού) е епархия на Църквата на Гърция, със седалище в град Волос.

## История
Кога се разпространява християнството в Тесалия не е известно, но е сигурно, че през IV век то доминира в Магнезия. Първото сведение за епископи е от протокола на Първия вселенски събор в Никея в 325 година, подписан от епископите на Тесалийска Тива Клеоник (Θηβών Θεσσαλίας Κλεόνικος) и на Лариса Ахил (Αχίλλειος Λαρίσης). Тесалийска Тива е на няколко километра над Димитриада. Първото официално свидетелство за епископ на Димитриада е подписът от 22 юли 431 година на протокола на Третия вселенски събор в Ефес на епископ Максим Димитриадски (Δημητριάδος Μάξιμος). Наследникът му Константин (Κωνσταντίνος) е засвидетелстван от протокола на разбойническия Втори ефески събор (442) и Четвъртия вселенски събор в Халкидон (451). Следващите епископи Авудантий (Αβουδάντιος) и Провиан (Προβιανός) със спора си за престола разкриват, че духовното управление на Димитриадска епархия е подчинено на римския епископ, пред когото Авудантий протестира.
Следват 350 години без сведения за епархията. Епископ Ксенофонт (Ξενοφών) е засвидетелстван в протокола от Константинополския събор в 879 година, реабилитирал патриарх Фотий. Седалището на епископа е Димитриада, която, защитена от стените, построени от Юстиниан, продължава съществуването си през византийските години, въпреки големите набези от IX до XI век. Следващият засвидетелстван епископ е Йоан (Ιωάννης) в 1100 - 1115 година.
След падането на Константинопол в 1204 година и създаването на Латинската империя в Димитриада се установява латинска епископия. Споменати православни са епископите Арсений (Αρσένιος, 1215 - 1222), Николай Влатис (Νικόλαος Βλαττής, 1230 - 1240 г.), Неофит I (Νεόφυτος ο Α, 1240), титулярни, подчинени на папата. От 1272 до 1280 година епископ на Димитриада е Михаил Панаретос (Μιχαήλ Πανάρετος), след когото идва Висарион (Βησσαρίων, 1490). Липсата на епископи преди него се обяснява с окупацията на областта от каталунски авантюристи в 1318 година, които премахват православните епископи и остават само латински епископи.
През 1423 година Магнезия попада в османски ръце и център става Волоската крепост. До 1600 година, когато седалището на епископа е засвидетелствано във Волос, местоположението на катедрата е неясно. Димитриада изчезва или в VI век или в XVI век и остава само в епископската титла. В османско време латинските свещеници изчезват и остават само православни. В края на XVI век районът пострадва от пиратски нападения от испанци, генуезци и флорентинци, които принуждават жителите да напуснат крайбрежните селища. При Теоклит I в 1626 година, според доклад на венецианския консул на Корфу, Волос не е нито град, нито село, а един голямо пристанище, където акостират много кораби. Калист (1630 – 1639) основава епископската църква във Волос. При управлението на Гавриил I (1653 - 1663) в 1665 година по време на Кандийската война Волоската крепост и областта са овладени от венецианците начело с Франческо Морозини и стените на крепостта са разрушени. По-късно османците си връщат града.
Епископията като всички други в Тесалия в османско време е подчинена на Лариската митрополия и всички епископи на митрополията съставят Свети синод, който избира нови епископи. При Йоаникий Димитриадски (1778 - 1788) пострадват мъчениците Трендафил Загорски (8 август 1680) и Апостол Нови от Агиос Лаврентиос (16 август 1680). При Калиник Димитриадски (1688 – 1714) има нова венецианска атака срещу Пагаситийския залив. През 1757 година роденият в Загора патриарх Калиник IV Константинополски премахва подчинението на Димитриадската епархия на Лариса и я повишава в архиепископия, ръкополагайки за архиепископ брат си Григорий (1757 – 1794) с катедра в Загора.
През Руско-турската война (1768 – 1774) руските военни кораби окупират пристанището на Волос през 1771 година и конфискуват цялото зърно. Те се завръщат на следващата година с гръцкия адмирал Антониос Псарос като техен водач и през 1789 година по време на следващата Руско-турска война с легендарния Ламброс Кацонис. Турците, укрепени в пристанището на Волос, започнаха да се притесняват за лоялността на прелатите и архиепископ Григорий подава оставка „поради старост“ през 1794 година. Тогава патриарх Герасим III Константинополски повишава архиепископията в митрополия и ръкополага за митрополит племенника си, архидякон на Патриаршията Атанасий с титлата Димитридски и Загорски митрополит, ипертим и екзар на пеласгите (Μητροπολίτης Δημητριάδος και Ζαγοράς υπέρτιμος και έξαρχος Πελασγών). Седалището на митрополита се мести често между Епископи в Горен Волос, Загора, Макриница, Агия.

## Епископи
Тесалийскотивански епископи (Θηβών Θεσσαλίας)
| Име     | Име       | Години | Забележка                          | Години |
| ------- | --------- | ------ | ---------------------------------- | ------ |
| Клеоник | Κλεόνικος | в 325  | участник на Първия вселенски събор |        |

Димитриадски епископи (Δημητριάδος)
| Име              | Име              | Години       | Забележка                                                   | Години |
| ---------------- | ---------------- | ------------ | ----------------------------------------------------------- | ------ |
| Максим           | Μάξιμος          | в 431        | участник на Третия вселенски събор                          |        |
| Константин       | Κωνσταντίνος     | в 442, в 451 | участник на Втория ефески събор и Четвъртия вселенски събор |        |
| Авудантий        | Αβουδάντιος      |              |                                                             |        |
| Провиан          | Προβιανός        |              |                                                             |        |
| Ксенофонт        | Ξενοφών          | в 879 г.     | участник на Константинополския събор                        |        |
| Йоан             | Ιωάννης          | 1100 - 1115  |                                                             |        |
| Арсений          | Αρσένιος         | 1215 - 1222  |                                                             |        |
| Николай Влатис   | Νικόλαος Βλαττής | 1230 - 1240  |                                                             |        |
| Неофит I         | Νεόφυτος ο Α     | в 1240       |                                                             |        |
| Михаил Панаретос | Μιχαήλ Πανάρετος | 1272 - 1280  |                                                             |        |
| Висарион         | Βησσαρίων        | в 1490       | в лариски м.                                                |        |
| Йосиф            | Ιωσήφ            | в 1542       |                                                             |        |
| Йоасаф I         | Ιωάσαφ Α         | в 1558       |                                                             |        |
| Доменик          | Δομένικος        | в 1569       |                                                             |        |
| Йоасаф II        | Ιωάσαφ Β         | в 1571       |                                                             |        |
| Теофил           | Θεόφιλος         |              |                                                             |        |
| Пахомий          | Παχώμιος         | 1581 - 1590  |                                                             |        |
| Филотей          | Φιλόθεος         | в 1596       |                                                             |        |
| Агапий           | Αγάπιος          | 1601 – 1610  |                                                             |        |
| Теоклит I        | Θεόκλητος Α      | в 1626       |                                                             |        |
| Калист           | Κάλλιστος        | 1630 – 1639  |                                                             |        |
| Гавриил I        | Γαβριήλ Α        | 1653 – 1663  |                                                             |        |
| Дионисий I       | Διονύσιος ο Α    | 1663 – 1666  |                                                             |        |
| Йоаникий         | Ιωαννίκιος       | 1678 – 1688  | уволнен от Лариския синод за сериозни нарушения             |        |
| Калиник          | Καλλίνικος       | 1688 – 1714  |                                                             |        |
| Партений         | Παρθένιος        | в 1714       |                                                             |        |
| Нектарий         | Νεκτάριος        | в 1721       |                                                             |        |
| Яков             | Ιάκωβος          | 1723 - 1729  |                                                             |        |
| Теоклит II       | Θεόκλητος Β      |              |                                                             |        |
| Мелетий          | Μελέτιος         | 1740 – 1757  |                                                             |        |

Димитриадски и загорски архиепископи (Δημητριάδος και Ζαγοράς)
| Име                | Име       | Години      | Забележка     | Години |
| ------------------ | --------- | ----------- | ------------- | ------ |
| Григорий Маврикиос | Γρηγόριος | 1757 - 1794 | подал оставка |        |

Димитриадски и Загорски митрополити (Δημητριάδος και Ζαγοράς)
| Име                   | Име          | Години                            | Забележка                                              | Години      |
| --------------------- | ------------ | --------------------------------- | ------------------------------------------------------ | ----------- |
| Атанасий              | Αθανάσιος    | 1794 - юни 1821                   |                                                        |             |
| Вартоломей            | Βαρθολομαίος | юли 1821 - 29 септември 1821      | от гревенски м.                                        |             |
| Партений              | Παρθένιος    | 30 септември 1821 - октомври 1823 |                                                        |             |
| Калиник Салидзаниотис | Καλλίνικος   | октомври 1823 - 21 февруари 1827  | от перистерски е.                                      | ? - 1828    |
| Неофит                | Νεόφυτος     | юли 1827 - 20 ноември 1836        | в созоагатополски м.                                   |             |
| Йосиф                 | Ιωσήφ        | юни 1836 – ноември 1837           | от херцеговински м., по-късно преспански и охридски м. |             |
| Григорий              | Γρηγόριος    | 1837 – 1838                       | от бивш преславски м.                                  |             |
| Матей                 | Ματθαίος     | 10 ноември 1838 – май 1841        | от силиврийски м., в ганоски и хорски м.               | ? – 1862    |
| Мелетий               | Μελέτιος     | май 1841 – юни 1846               | от ганоски и хорски м., в иконийски м.                 | ? - 1849    |
| Гавриил               | Γαβριήλ      | юни 1846 – 11 юли 1855            | в еноски м.                                            |             |
| Григорий Орологас     | Γρηγόριος    | юли 1855 – 15 септември 1858 †    | от самоски м.                                          | 1798 - 1858 |
| Доротей Схолариос     | Δωρόθεος     | 23 септември 1858 – 2 април 1870  | от созоагатополски м., в лариски м.                    | 1812 - 1888 |
| Григорий Фуртуниадис  | Γρηγόριος    | 5 април 1870 - 19 юли 1907 †      | в оставка между 4 юни 1890 и 10 ноември 1891           | 1838 - 1907 |

Димитриадски митрополити (Δημητριάδος)
| Име                | Име      | Години                           | Забележка                                                                     | Години      |
| ------------------ | -------- | -------------------------------- | ----------------------------------------------------------------------------- | ----------- |
| Герман Мавроматис  | Γερμανός | 10 август 1907 - 14 юни 1935     | от 1922 митрополит, уволнен 14 юни 1935, посмъртно на 20 май 1944 възстановен | 1859 - 1944 |
| Йоаким Алексопулос | Ιωακείμ  | 5 септември 1935 - февруари 1957 | от фокидски м., подал оставка                                                 | 1873 - 1959 |

Димитриадски и Алмироски митрополити (Δημητριάδος και Αλμυρού)
| Име                     | Име          | Години                           | Забележка                                   | Години      |
| ----------------------- | ------------ | -------------------------------- | ------------------------------------------- | ----------- |
| Дамаскин Хадзопулос     | Δαμασκηνός   | 7 ноември 1957 - 2 декември 1968 | от трифилски и олимпийски м., подал оставка | 1913 - 1977 |
| Илия Цакоянис           | Ηλίας        | 6 декември 1968 - 13 юли 1974    | от перистерски т. е., в трахийски т. м.     | 1917 - 1990 |
| Христодул Параскеваидис | Χριστόδουλος | 14 юли 1974 - 28 април 1998      | в атински а.                                | 1939 - 2008 |
| Игнатий Георгиадис      | Ιγνάτιος     | 10 октомври 1998                 |                                             | 1956 -      |